# Kristína Turjanová
Kristína Vaculík Turjanová, rozená Kristína Turjanová (* 28. srpna 1979 Trenčín) je slovenská divadelní, filmová a televizní herečka a dabérka.

## Profesní životopis
Trenčínská rodačka. Vystudovala bratislavskou Státní konzervatoř (hudebně-dramatický obor) a poté herectví na Akademii múzických umění v Bratislavě. V divadle hraje od patnácti let. Trvale působí v Divadle Andreje Bagara v Nitře, mimo to i v Žilině a ve Slovenském národním divadle, v Divadle Astorka a jiných.

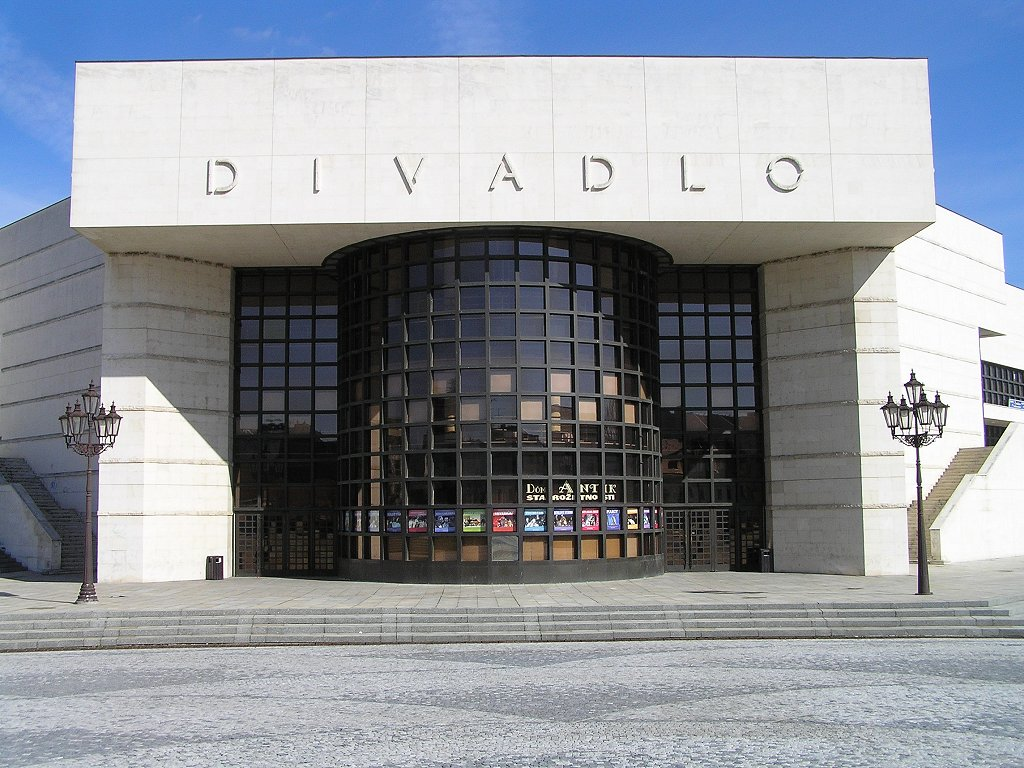
Divadlo Andreje Bagara v Nitře (2008)

Veřejnosti je známá především z rolí v slovenských televizních seriálech Ordinácia v ružovej záhradě a Panelák. V seriálu Búrlivé víno hrála hlavní postavu poté, co se herečka Nela Pocisková rozhodla sérii opustit.
Věnuje se i dabingu, např. dabovala Angelu Montenegro v seriálu Kosti nebo postava šavlozubé tygřice Shiri v Době ledové.

## Rodinný život
V roce 2016 se provdala za slovenského předního motocyklového (plochodrážního) závodníka Martina Vaculíka, který je o více než 10 let mladší. Mají dva syny, Marka a Maxima.

## Filmografie (výběr)
- 2007: Ordinácia v ružovej záhrade (TVS)
- 2007: Rozchod Polčas
- 2008: Panelák (TVS)
- 2009: Ako som prežil (TV)
- 2009: Odsúdené (TVS)
- 2010: Nesmrteľní (TV)
- 2011: Viditeľný svet
- 2012: Dr. Dokonalý (TVS)
- 2012-2017: Búrlivé víno (TVS)
- 2018: Oteckovia (TVS) - ze série 2